# Iridaea cordata
Espèce
Synonymes
- Fucus cordatus Turner, 1809[2]
- Gigartina antarctica D.H.Kim, 1976[2]
- Gigartina caespitipes (Setchell & N.L.Gardner) D.H.Kim, 1976[2]
- Gigartina cordata (Turner) D.H.Kim, 1976[2]
- Gigartina macrodonta (Skottsberg) D.H.Kim, 1976[2]
- Gigartina micans (Bory de Saint-Vincent) D.H.Kim, 1976[2]
- Halymenia cordata (Turner) C.Agardh, 1822[2]
- Iridaea caespitipes (Setchell & Gardner) Skottsberg, 1941[2]
- Iridaea macrodonta Skottsberg, 1923[2]
- Iridaea micans var. ß obovata (Kützing) Kützing, 1867[2]
- Iridaea micans Bory de Saint-Vincent, 1825[2]
- Iridaea obovata Kützing, 1849[2]
- Iridaea proliferans Skottsberg, 1953[2]
- Iridophycus caespitipes Setchell & N.L.Gardner, 1936[2]
- Iridophycus cordatum (Turner) Setchell & Gardner, 1937[2]
- Iridophycus micans (Bory de Saint-Vincent) Setchell & N.L.Gardner, 1936[2]
- Iridophycus obovatus (Kützing) Setchell & N.L.Gardner, 1936[2]
- Rhodoglossum macrodontum (Skottsberg) Setchell & N.L.Gardner, 1936[2]
- Rhodoglossum schotteri Delépine, 1964[2]

Iridaea cordata est une espèce d’algues rouges de la famille des Gigartinaceae. 

## Liste des variétés
Selon World Register of Marine Species (10 mars 2019) :
- variété Iridaea cordata var. ligulata Reinsch, 1890